# Fidicina
Fidicina is een geslacht van halfvleugeligen uit de familie zangcicaden (Cicadidae). De wetenschappelijke naam van dit geslacht werd voor het eerst geldig gepubliceerd in 1843 door Amyot en Audinet-Serville.

## Soorten
Het geslacht omvat de volgende soorten:
- Fidicina affinis Haupt, 1918
- Fidicina aldegondae (Kuhlgatz in Kuhlgatz & Melichar, 1902)
- Fidicina chlorogena Walker, 1850
- Fidicina christinae Boulard & Martinelli, 1996
- Fidicina ethelae (Goding, 1925)
- Fidicina explanata Uhler, 1903
- Fidicina innotabilis (Walker, 1858)
- Fidicina mannifera (Fabricius, 1803)
- Fidicina muelleri Distant, 1892
- Fidicina obscura Boulard & Martinelli, 1996
- Fidicina panamensis Davis, 1939
- Fidicina parvula Jacobi, 1904
- Fidicina robini Boulard & Martinelli, 1996
- Fidicina rosacordis (Walker, 1850)
- Fidicina rubricata Distant, 1892
- Fidicina sawyeri Distant, 1912
- Fidicina sciras (Walker, 1850)
- Fidicina torresi Boulard & Martinelli, 1996
- Fidicina toulgoeti Boulard & Martinelli, 1996
- Fidicina vitellina (Jacobi, 1904)